# Thecla rileyi
Thecla rileyi är en fjärilsart som beskrevs av Forster 1946. Thecla rileyi ingår i släktet Thecla och familjen juvelvingar. Inga underarter finns listade i Catalogue of Life.